# Jaro Norbert Marșalic
Jaro Norbert Marșalic (n. 12 aprilie 1965, Oravița, România) este un deputat român, ales în 2020 din partea PNL. 